# Jigme-Singye-Wangchuck-Nationalpark
Der Jigme-Singye-Wangchuck-Nationalpark, früher Black-Mountain-Nationalpark, ist ein Nationalpark in Bhutan. Er ist nach Jigme Singye Wangchuck benannt. Der Nationalpark erstreckt sich über eine Fläche von 1730 Quadratkilometern und grenzt an den südlich gelegenen Royal-Manas-Nationalpark an.
Der Jigme-Singye-Wangchuck-Nationalpark liegt in den Distrikten Wangdue Phodrang, Trongsa, Tsirang, Sarpang und Zhemgang.

## Geographie
Der Nationalpark ist vor allem durch die Landschaft der Vorberge des Himalaya gekennzeichnet. Die Höhenlagen reichen von etwa 500 bis 5000 m. So reichen die Lebensräume des Parks auch von Tropischen und Subtropischen Feuchtwäldern bis zu alpinen Bergwiesen. Der Park spielt vor allem als Bindeglied zwischen dem Royal-Manas-Nationalpark im Süden und dem nördlich gelegenen Jigme-Dorji-Nationalpark eine wichtige ökologische Rolle. 

## Flora und Fauna
Jigme-Singye-Wangchuck-Nationalpark beherbergt etwa 10 bis 15 Prozent der Tigerpopulation Bhutans. Zu den bedrohtesten Arten zählen daneben auch Leopard und Asiatischer Wildhund. Weiterhin beherbergt er zahlreiche typische Tierarten des Gebirges, darunter Seraus, Moschustiere, Kragenbären, Katzenbären und Wildschweine. Andere charakteristische Arten sind Sambar, Indischer Muntjak und Goldlangur. Mit insgesamt 391 Vogelarten besitzt er mehr Vogelarten als jeder andere Nationalpark des Landes. Dabei ist der bedrohte Kaiserreiher besonders hervorzuheben. Schwarzhalskraniche nutzen den Park zum Überwintern. Das Schutzgebiet, in dem insgesamt etwa 5000 bis 6000 Menschen leben, ist durch Lebensraumzerstörungen und Wilderei bedroht. BirdLife International weist das Gebiet als Important Bird Area aus.